# Conde de Barcelos

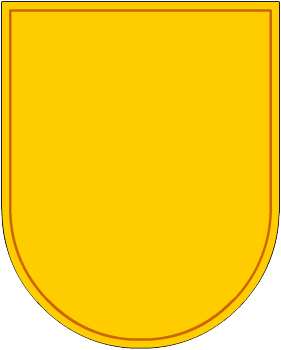
Brasão da família Meneses, a primeira a ostentar o título de Conde de Barcelos.

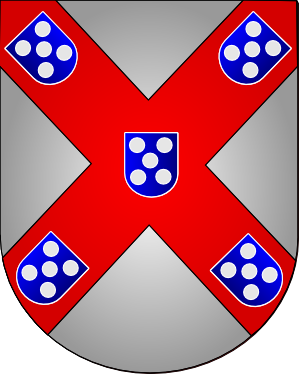
Brasão de armas de Afonso, 8.º Conde de Barcelos em 1401, quando o herdou do seu sogro, Nuno Álvares Pereira.

Conde de Barcelos é um título de nobreza, o primeiro a ser concedido em Portugal. Foi criado em 1298 pelo rei D. Dinis e inicialmente não era um título hereditário, embora a maioria dos seus titulares pertencesse à família Teles de Menezes. Somente após a morte do 6.º Conde, quando foi concedido a Nuno Álvares Pereira, o título passou a ser hereditário. O 8.º Conde de Barcelos foi elevado a Duque de Bragança em 1442, por seu sobrinho, o rei Afonso V, e os seus descendentes ascenderam ao trono português após a restauração da independência em 1640.
Inicialmente, a sede dos Condes de Barcelos era o Paço dos Condes de Barcelos, uma grande estrutura medieval com vista para o rio Cávado. Após ter recebido o Ducado de Bragança, a família mudou-se para um palácio maior e mais urbano em Guimarães, o Paço dos Duques de Bragança.
O título é atualmente detido por Duarte Pio, Duque de Bragança e 31.º Conde de Barcelos, pretendente ao trono português.

## Lista de condes de Barcelos

### Título não hereditário (1298)
- 1. João Afonso Telo;
- 2. Martim Gil de Riba de Vizela, também conhecido como Martim Gil de Sousa (genro do 1.º Conde);
- 3. Pedro Afonso, filho natural do rei D. Dinis;
- 4. João Afonso Telo, também 1.º Conde de Ourém;
- 5. Afonso Teles de Meneses, filho do 4.º conde. Como ele morreu antes do pai, o título voltou para ele;
- 6. João Afonso Telo, sobrinho do 4.º conde, filho de Martim Afonso Telo de Meneses, e também irmão da rainha D. Leonor Teles.

### Título hereditário (1385)
- 7. Nuno Álvares Pereira
- 8. Afonso, também Duque de Bragança (1442), genro do 7.º Conde.

Para a lista de titulares após esta data, cf. Duques de Bragança.